# 任芝英
任芝英（1901年—1958年），浙江紹興人。曾當選為紹興縣第一屆國民大會代表。

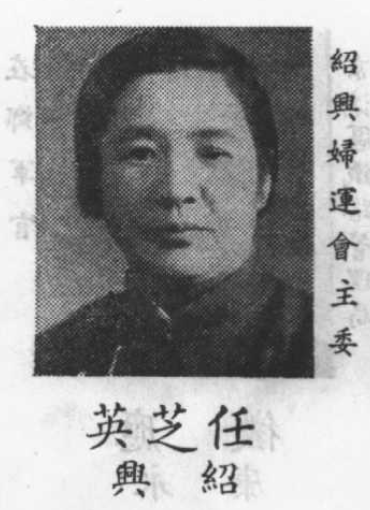
民國37年出版的《第一屆國民大會專輯》中的任芝英肖像

## 生平
出生於清末秀才家庭。父親任月坡曾參加同盟會，做過山會官立小學堂堂長。
7歲入秋瑾創辦的私立明道女子學堂。1922年入紹興縣立女子師範學校。畢業後在紹興縣立女子師範學校附小（後更名為縣立第三小學，秋瑾鎮國民中心學校）擔任教師，1928年任校長。
1920年代後期加入中國國民黨，為紹興縣黨部委員。
1921年加入浙江女界聯合會，浙江省婦女協會，任紹興縣婦女會理事。
抗戰時期，參與創立紹興縣立簡易師範學校。曾於1939年獲到紹興視察抗戰的中共領導人周恩來的鼓勵。抗戰勝利後，繼續擔任秋瑾鎮國民中心學校（後改名簡師附小）校長。
1948年作為紹興縣代表參加第一屆國民大會，提出《請中央重視國民教育並大量撥補各縣市國民教育經費以利推行案》(第780號)，簽署《普設公教人員子弟教養所或托兒所以輕其負擔而增工作效能案》(第121號)，《明定國是挽救危局實行非常方略使民衆認清敵人是誰走上民衆剿匪途徑達成戡亂必勝案》(第171號)。
1949年，與中共接觸，參與組建紹興縣臨時救濟委員會，維護過渡時期社會秩序。與縣長王文熊談判，勸其投靠中共政權。
1950年代初，在蕭山麻紡廠工作，1953年後，因「歷史問題」被關押判刑，1958年病逝。1983年得到「國民黨投誠人員」待遇。